# Saulchoy
Saulchoy (Aussprache [solˈʃwa]) ist eine französische Gemeinde mit 322 Einwohnern (Stand: 1. Januar 2022) im Département Pas-de-Calais in der Region Hauts-de-France. Sie gehört zum Arrondissement Montreuil und ist Mitglied im Gemeindeverband Communauté de communes des 7 Vallées. Die Einwohner werden Salciacois und Salciacoises genannt.
Saulchoy grenzt im Nordwesten an Maintenay, im Nordosten an Saint-Rémy-au-Bois, im Südosten an Douriez und im Südwesten an Argoules.

## Bevölkerungsentwicklung
| Jahr      | 1962 | 1968 | 1975 | 1982 | 1990 | 1999 | 2008 | 2014 |
| --------- | ---- | ---- | ---- | ---- | ---- | ---- | ---- | ---- |
| Einwohner | 274  | 262  | 220  | 233  | 260  | 292  | 335  | 307  |